# الثورة الباتافية في أمستردام

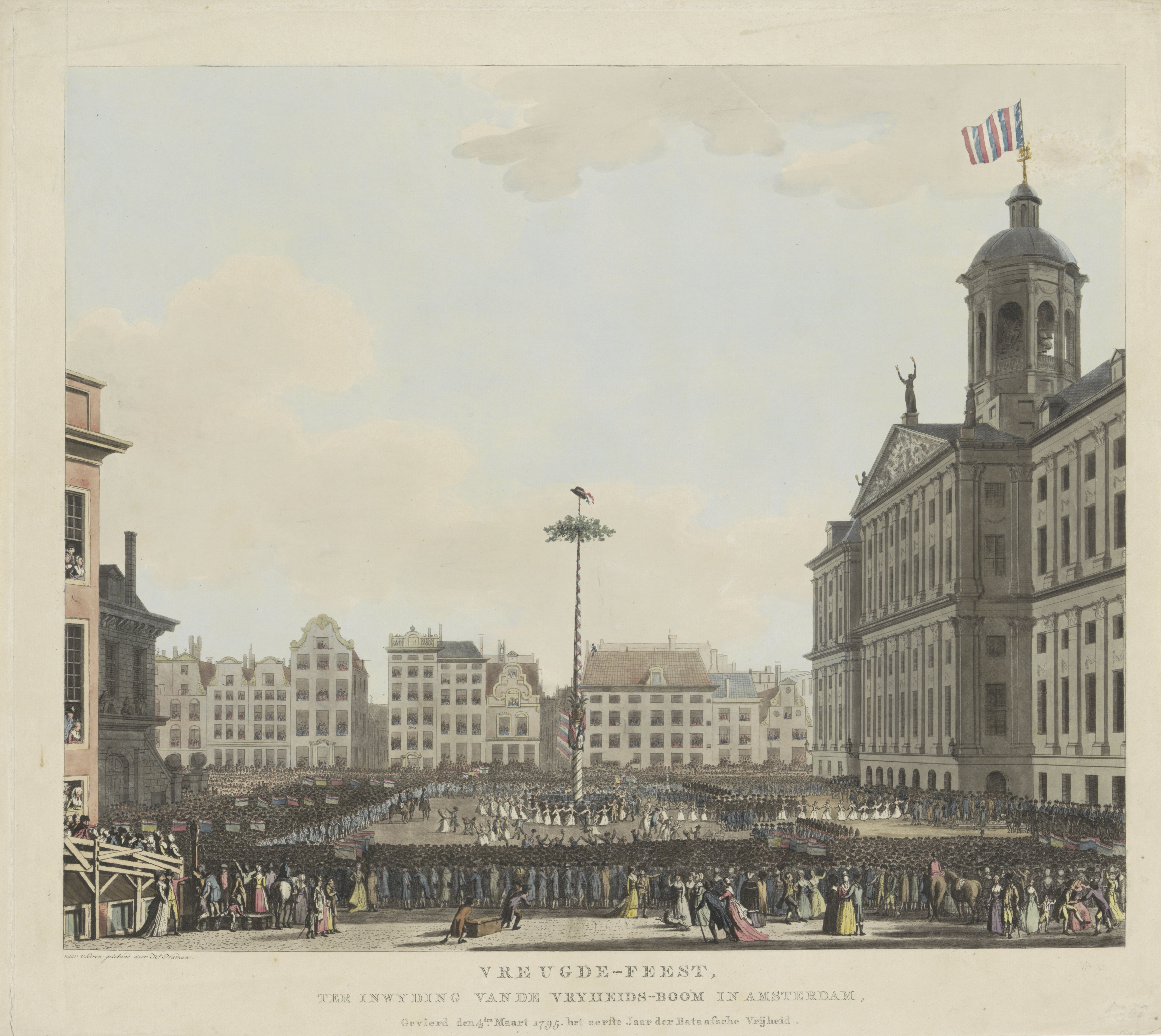
شجرة الحرية منتصبة في ميدان الدام 1795، بريشة إتش نومان

الثورة الباتافية في أمستردام تشير لانتقال الثورة في مدينة أمستردام في 18 يناير 1795 إلى اللجنة الثورية للجمهورية الباتافية الجديدة. وفي نفس اليوم فر ستاتهاودر جمهورية هولندا، فيليم الخامس أمير أورانيا من البلاد. كانت أمستردام المدينة الأولى التي أعلنت عن نفسها في الثورة الباتافية والتي أسفرت عن الجمهورية الباتافية.